# William Wilton
William Wilton (* 9. Juni 1865 in Largs, Ayrshire; † 2. Mai 1920 in Gourock) war ein schottischer Fußballspieler und langjähriger -trainer, der bis zu seinem Tod die Mannschaft der Glasgow Rangers trainierte.
Wilton war seit September 1883 bei den Rangers tätig, jedoch vergingen 16 Jahre, bis er 1899 zum Trainer ernannt wurde. Vor seinem Trainerengagement war er Geschäftsführer für die Jugendmannschaften und ab 1889 auch für die Profimannschaft. In diesen zehn Jahren als Geschäftsführer der ersten Mannschaft gewann der Verein zwei Meisterschaften (1890/91 und 1889/99) und dreimal den Schottischen Pokal (1893/94, 1896/97, 1897/98). Als 1890 die Scottish Football League gegründet wurde, kümmerte sich Wilton auch um die Finanzen. Am Ende der Saison 1890/91 mussten sich die Rangers den Titel mit Dumbarton teilen. In der Saison 1898/99 stellten die Rangers einen Rekord für die Ewigkeit auf: Sie gewannen alle 18 Spiele, erzielten dabei 79 Tore und mussten nur 18 Gegentore hinnehmen. Bis heute gelang dies noch keinem anderen Team im Herren-Erstligafußball. Unter dem Trainerengagement von Wilton gewannen die Rangers achtmal die Meisterschaft. Am Tag nach dem letzten Saisonspiel 1920 wollte Wilton Urlaub in Gourock machen, aber er starb am ersten Urlaubstag bei einem Bootsunfall.